# آلبرتو رودریگس لیبررو
آلبرتو رودریگس لیبررو (اسپانیایی: Alberto Rodríguez Librero‎؛ زادهٔ ۱۱ مهٔ ۱۹۷۱) کارگردان و فیلم‌نامه‌نویس اهل اسپانیا است.
از فیلم‌ها یا مجموعه‌های تلویزیونی که وی در آن‌ها نقش داشته است، می‌توان به واحد ۷ و لجن‌زار اشاره نمود.
او در سال ۲۰۱۴ میلادی برندهٔ ۲ جایزه گویا شد.